# Cruz por Mérito en la Guerra
La Cruz por Mérito en la Guerra (en alemán: Kreuz für Verdienste im Kriege) fue una condecoración militar del Ducado de Sajonia-Meiningen establecida por el Duque Bernardo III de Sajonia-Meiningen el 7 de marzo de 1915.

## Criterios
La Cruz por Mérito en la Guerra era concedida a oficiales por destacado mérito mostrado durante la I Guerra Mundial. El personal alistado recibía la Medalla por Mérito en la Guerra por similares hazañas. La cruz podía ser concedida a combatientes y no combatientes, con la cinta diferenciando entre ellos.

## Apariencia
La Cruz por Mérito en la Guerra es una cruz pattee de bronce, los brazos de la cruz tienen bordes redondeados. Entre los brazos hay una corona de ruda. La cruz es suspendida de una corona de cinco arcos. El anverso tiene un medallón en el centro de la cruz que lleva la inicial del fundador B. Toda la cruz está rodeada por una corona de roble, ligada a la cruz en los puntos cardinales. El reverso muestra el escudo de armas de Sajonia en el centro del medallón y la inscripción FUR VERDIENST IM KREIGE 1914/15 en el borde exterior.
La cinta es negra con franjas amarillas y cuadros verdes y blancos en los bordes para combatientes. Para no combatientes la cinta es también negra y amarilla, separadas de un borde verde por franjas blancas.

## Condecorados notables
- Erich Ludendorff
- Gustav von Vaerst
- Landgrave Felipe de Hesse[3]